# Athyreus chalybeatus
Athyreus chalybeatus är en skalbaggsart som beskrevs av Leon Fairmaire 1892. Athyreus chalybeatus ingår i släktet Athyreus och familjen Bolboceratidae. Inga underarter finns listade.